# Wiktorowka (rejon rylski)
Wiktorowka (ros. Викторовка) – wieś (ros. деревня, trb. dieriewnia) w zachodniej Rosji, w sielsowiecie michajłowskim rejonu rylskiego w obwodzie kurskim.

## Geografia
Miejscowość położona jest nad rzeką Michajłowka, 2 km od centrum administracyjnego sielsowietu michajłowskiego (Michajłowka), 18,5 km od centrum administracyjnego rejonu (Rylsk), 123 km od Kurska.

## Demografia
W 2010 r. miejscowość zamieszkiwało 130 osób.